# Radmer
Radmer är en kommun i Österrike. Den ligger i distriktet Leoben i förbundslandet Steiermark.
Kommunen består av två orter (Ortschaften) (inom parentes invånarantal 1 januari 2024):
- Radmer an der Hasel (139)
- Radmer an der Stube (346)